# Satellite Chemical
Satellite Chemical Co Ltd (STL) ( Chinese 卫星化学 ), anteriormente conocida como Zhejiang Satellite Petrochemical Co Ltd ( Chinese 浙江卫星石化), anteriormente conocida como Zhejiang Satellite Acrylic Manufacturing Co. ( Chinese ),  es una empresa química china que se centra en la investigación, el desarrollo, la producción y la venta de productos químicos.  Los negocios principales de la empresa incluyen la producción y venta de productos petroquímicos .

## Productos
Satellite Chemical participa en la cadena industrial C2 y C3 . Sus productos incluyen ésteres de ácido acrílico, ácidos metacrílicos, pigmentos intermedios, polímeros en emulsión acrílica, polímeros superabsorbentes y otros productos.  

## Historia
Zhejiang Satellite Petrochemical se fundó en 2005 y anteriormente se conocía como Zhejiang Satellite Acrylic Manufacturing Co. 
El 28 de diciembre de 2011, Satellite Chemical se convirtió en una empresa que cotiza en bolsa en la Bolsa de Valores de Shenzhen . 
En 2014, Satellite Chemical comenzó a instalar una nueva unidad de adsorción por oscilación de presión (PSA) de Honeywell UOP para suministrar hidrógeno de alta pureza a su complejo integrado de refinación y petroquímicos en la ciudad de Pinghu, provincia de Zhejiang, China. La unidad PSA, basada en la tecnología Polybed PSA de Honeywell UOP, purifica el hidrógeno generado por una unidad asociada de deshidrogenación de propano (PDH) UOP C3 Oleflex que también se utiliza en el complejo. 
En 2020, Satellite Chemical obtuvo la aprobación regulatoria para construir un complejo petroquímico de 4.200 millones de dólares en la provincia de Jiangsu para procesar etano de Estados Unidos. 
Satellite Chemical ocupó el penúltimo lugar en Forbes Global 2000 en 2022.  Satellite Chemical ocupó el puesto 242 en el Fortune China Top 500 en 2023. 

## Evento de sociedad
El Maratón Internacional Satélite Lianyungang 2019, también conocido como Copa Química Satélite, fue aprobado por el gobierno de la ciudad y se llevó a cabo el 20 de octubre en el nuevo distrito de Xuwei, Lianyungang, China.  Organizado por la Asociación China de Atletismo, la Oficina Provincial de Deportes de Jiangsu y el Gobierno de la ciudad de Lianyungang, el evento fue organizado por el Comité Administrativo de la Zona de Demostración de Cooperación Regional Nacional Este-Centro-Oeste y la Oficina de Deportes de la ciudad de Lianyungang. El maratón combinó carreras completas (42,195 km), medias (21,0975 km) y minimaratones (unos 5 km), y atrajo a 15.000 participantes, incluidos 150 corredores internacionales.